# André Prudhommeaux
André Jean Eugène Prudhommeaux, né le 15 octobre 1902 au Familistère de Guise (Aisne) et mort le 13 novembre 1968 à Versailles en France, est un poète, écrivain et traducteur.
Militant communiste conseilliste puis libertaire, il a eu comme pseudonymes André Prunier, Jean Cello et Paul Mounier.

## Biographie
André Prudhommeaux était le fils de Marie-Jeanne Dallet, nièce de Madame Godin, compagne du fondateur fouriériste de cette coopérative de production, son grand-oncle Jean-Baptiste André Godin. Son père, Jules Prudhommeaux, était animateur et théoricien du mouvement coopératif et analyste des expériences et utopies socialistes.
André passa son enfance à Guise, Nîmes, Sens puis Versailles. Après ses études secondaires, il entra à l'École d'agriculture de Grignon (Seine-et-Oise), puis fut étudiant à la faculté des sciences de Paris. C’est en faculté que commence son attirance pour la politique. Adhérant à l’alliance défensive des étudiants antifascistes qui tentaient de briser la domination des Camelots du Roy au Quartier Latin, il fréquenta les réunions de jeunes militants de la revue communisante Clarté, à laquelle il collabora à plusieurs reprises en 1927.
En 1926-1927, il était préparateur-auxiliaire au laboratoire de recherches et d'analyses du ministère de l'Agriculture, avant d'être renvoyé de son poste de micrographe-chimiste à cause de son action politique: membre du groupe oppositionnel d'Albert Treint, le Redressement communiste. Par la suite, il vivra de besognes qui lui assuraient son indépendance: libraire, correcteur, laveur de vitres, etc. Marié depuis l'automne 1928 avec Dora Riss, dite Dori.
En 1928, il ouvre avec Dori la Librairie Ouvrière, au 67 boulevard de Belleville, lieu de rencontre de divers communistes oppositionnels.
En août 1929, il fait partie de la quinzaine de communistes de conseils qui se rassemblent sous le nom de Groupes ouvriers communistes, (GOC), et publient L'Ouvrier communiste.
À partir de 1931, André et sa compagne, qui ont rompu avec les GOC, publient successivement -  avec Jean Dautry - Spartacus et Correspondance internationale ouvrière (Nîmes, 25 septembre 1932 à 15 mai 1933), qui était domicilié 10 rue Emile Jamais au siège de l’imprimerie coopérative ouvrière La Laborieuse fondée par Prudhommeaux.

Après l’incendie du Reichstag (28 février 1933), il est à l’origine, avec Alphonse Barbé, de la campagne, menée en France, pour la défense de Marinus van der Lubbe et à la constitution de la section française du Comité de soutien à celui-ci. Ses premiers articles sur ce sujet paraissent dans Le Libertaire (no 90-92, mars 1933). Il cesse cette collaboration lorsque Le Libertaire reprend à son compte les diffamations staliniennes contre Van der Lubbe, et publie ses articles de soutien suivants dans La Revue anarchiste et Le Semeur de Normandie. Il contribue à l'édition de deux brochures : Marinus van der Lubbe, prolétaire ou provocateur ? et Le Carnet de route d’un Sans-patrie, journal de voyage en Europe du jeune militant, publié après sa mort sous l’égide du Comité international Van der Lubbe créé en septembre 1933.
Durant un séjour en Allemagne en 1934, André et Dori furent arrêtés et expulsés. La même année, il publie avec Dori la brochure Spartacus et la commune de Berlin, 1918-1919. 
À l'imprimerie "La Laborieuse" de Nîmes, il tirera à partir de 1934, son journal Terre Libre qui devint en 1937 le journal de la Fédération anarchiste de langue française.
Avec Dori il séjourne brièvement à Barcelone durant la guerre d'Espagne.
Il fonde successivement les journaux L'Espagne Antifasciste, La Nouvelle Espagne Antifasciste et L'Espagne Nouvelle, dans lesquelles il s'oppose au ministérialisme des organisations anarchistes en Espagne.
Dès la déclaration de guerre en 1939, il se réfugie en Suisse, chez ses beaux-parents. Toute activité politique lui étant interdite, il se tourne vers la critique littéraire et la traduction poétique, notamment des sonnets de Shakespeare et de Michel-Ange, des poèmes d'Attila József, ainsi que d'un recueil de textes d'Alexandre Herzen : La Russie et l'Occident.
Il participa également à une série d'émissions de la Radio de Genève sur les poètes romantiques anglais: Byron, Keats, Shelley et autres, dont il avait aussi traduit l'œuvre pendant son séjour en Suisse.
Il noua de nombreuses amitiés avec plusieurs militants politiques comme Luigi Bertoni, Willy Widmann-Peña et Jean-Paul Samson, qui devait publier plus tard la revue Témoins, à laquelle Prudhommeaux collabora également.
À la fin de 1946, ils rentrent en France pour s'installer à Versailles. Il reprit sa place dans le mouvement anarchiste en participant à la rédaction du Libertaire, en réunissant et animant un groupe de jeunes étudiants, le Cercle Libertaire des Étudiants (CLÉ).
Durant les années 1948-1958, il est secrétaire général de la Commission de Relations Internationales Anarchistes, (CRIA). Son travail pour la revue Preuves, de 1951 à 1957, lui fut vivement reproché dans le mouvement anarchiste et lui coûta sa collaboration au Libertaire.
En 1952, il fait partie des militants qui, ne se retrouvant pas dans l'orientation de la Fédération anarchiste, vont se réunir autour d'un bulletin, l'Entente anarchiste, bulletin de relation, d'information, de coordination, et d'étude organisationnelle du mouvement anarchiste.
Il participe à la reconstitution, en décembre 1953, d'une fédération anarchiste. Il sera rédacteur du Monde Libertaire depuis sa parution en 1954 et assurera le secrétariat des relations internationales à partir de 1956 dans la nouvelle FA.
En 1960, il ressent les premiers symptômes de la maladie de Parkinson. Il meurt à Versailles en 1968.

## Œuvres
- L'agriculture, Paris, Hachette, coll. « La Bibliothèque des merveilles », 1927

- Les Jours et les fables, recueil de poésie, Neufchâtel - Aigues-Vives, Éditions Victor Attinger - Éditions Marsyas, 1942, 110 p.
- Les Sonnets de Michel-Ange. Essai d'interprétation poétique française.Editions des Portes de France, CH-Porrentruy, 1944, 116 p.
- L’Effort libertaire. 1.– Le Principe d’autonomie, recueil anthologique, sélection des textes et présentation : Robert Pagès, Paris, Spartacus, 1978, 110 p. Le second volume annoncé, dont le titre devait être « Mythes et réalités de l’État et de la Révolution », ne parut pas.
- Sous le pseudo de André Prunier, Émeutes à Berlin, traduction et commentaires d’André Prunier, Paris, Éditions Contre-courant, 1953, 8 p.
- L’Espagne libertaire. 1.– L’organisation ouvrière, Paris, « Contre-courant », 1955, paginé p. 131–160 ; rééditions : Bordeaux, groupes Fernand Pelloutier et Sébastien Faure, Fédération anarchiste, 1974 ; CNT-AIT Bretagne-Normandie, Cahiers de l’anarcho-syndicalisme, no 14, 1996, 34 p.
- Avec Dori Prudhommeaux
  - Spartacus et la Commune de Berlin 1918-1919, Masses, no 15-16, Paris, 1934 ; rééditions : Spartacus, 1949, 126 p., puis 1972 et 1977.
  - Catalogne 1936-1937 : où va l’Espagne ?, illustrations de Helios Gómez, Nîmes, Cahiers de Terre libre, 1937 (mars), 64 p. Plusieurs rééditions sous divers titres : Catalogne 1936-1937, Cahiers Spartacus, no 6, 1937 et Cahier no 3, Les Humbles, 1937 ; Où va l’Espagne ?, Nîmes, Cahiers de « Terre libre », 1937 (octobre), 64 p ; Catalogne 1937, Paris, « L’Homme réel », no 39, 1937 ; Catalogne libertaire 1936-1937 : l’armement du peuple ; que sont la CNT et la FAI, Paris, Cahiers mensuels Spartacus, no 11, 1946 ; La Catalogne libre 1936-1937, Paris, Le Combat syndicaliste, 1970 ; Catalogne libertaire 1936-1937, suivi de Que sont la CNT et la FAI ?, Toulouse, Cahiers du Coquelicot, no 3, 2012.
- Avec Hem Day, Ernestan (1898-1954) et le socialisme libertaire, Paris-Bruxelles, Pensée et Action, 1955, 80 p. + suppléments.

### Articles
- La presse libertaire allemande, Le Libertaire, 18 mars 1948, lire en ligne.

## Notices
- Notices d'autorité :   - VIAF
  - ISNI
  - BnF (données)
  - IdRef
  - LCCN
  - GND
  - Espagne
  - Pays-Bas
  - Pologne
  - Israël
  - NUKAT
  - Catalogne
  - Suède
  - Tchéquie
  - WorldCat
- Dictionnaire des anarchistes, « Le Maitron » :  notice biographique.
- Dictionnaire international des militants anarchistes : notice biographique.
- Agustín Guillamón, Catalunya, Confédération générale du travail (Espagne), avril 2013, notice biographique.